# Франки и Джони
„Франки и Джони“ (на английски: Frankie and Johnny) е американска романтична комедия от 1991 г. на режисьора Гари Маршъл, с участието на Ал Пачино и Мишел Пфайфър в първият им филм заедно след „Белязаният“ (1983). Хектор Елисондо, Нейтън Лейн и Кейт Нелиган се появяват в поддържащи роли. Музиката е композирана от Марвин Халмиш.
Сценарият на филма е адаптиран от Теръни Макнали от собствената си бродуейска пиеса „Frankie and Johnny in the Clair de Lune“ (1987), които участват Ф. Мъри Ейбрахам и Кати Бейтс.